# Llista de bancs de Guinea Equatorial
Aquesta és una llista dels bancs comercials a Guinea Equatorial
1. BGFIBank Equatorial Guinea (BGFIBank-EG)[2]
2. Commercial Bank Guinee Equatoriale (CBGE)
3. Caisse Commune d'Epargne et d'Investissement Guinée Equatoriale (CCEI)[3]
4. Ecobank
5. Banco Nacional de Guinea Ecuatorial (BANGE)